# 特鲁迪·麦金托什
特鲁迪·麦金托什（英語：Trudy McIntosh，1984年7月30日—），澳大利亚女子竞技体操运动员。她曾代表澳大利亚参加1998年英联邦运动会体操比赛，获得二枚金牌、一枚银牌和一枚铜牌。